# Sabine Leidig
Sabine Leidig (Heidelberg, 7 de agosto de 1961) é uma política alemã. Ela representa a Esquerda. Leidig é membro do Bundestag do estado de Hesse desde 2009.

## Vida
Depois de completar a sua formação vocacional como assistente de laboratório de biologia em 1979, ela trabalhou por dez anos no Instituto de Imunologia e Genética do Centro Alemão de Pesquisa do Cancro. De 2002 a 2009, ela foi directora geral da Attac Germany. Ela tornou-se membro do Bundestag após as eleições federais alemãs de 2009. Ela é membro do Comité de Transporte e Infraestrutura Digital, e é porta-voz da política ferroviária do seu grupo parlamentar.